# جمال مبارک (بازیکن فوتبال)
جمال مبارک (انگلیسی: Jamal Mubarak؛ زادهٔ ۲۱ مارس ۱۹۷۴) بازیکن فوتبال اهل کویت بود.
از باشگاه‌هایی که در آن بازی کرده‌است می‌توان به باشگاه ورزشی القادسیه کویت، باشگاه ورزشی التضامن کویت، و باشگاه ورزشی الاهلی قطر اشاره کرد.
وی همچنین در تیم ملی فوتبال کویت بازی کرده‌است.